# Lost in Blue
Lost in Blue é um jogo de video game. É a continuação da série Survival Kids da Konami. O jogo foi lançado na América do Norte em 27 de setembro de 2005 para o Nintendo DS. Lost in Blue faz uso extensivo do sistema touch screen e microfone para o uso nos personagens de dois adolescentes, Keith e Skye, perdidos em uma ilha deserta. O jogador deve aprender a utilizar os recursos naturais presentes na ilha para sua sobrevivência. A sequência, Lost in Blue 2, foi lançada dois anos depois. A terceira sequência do jogo, Lost in Blue 3, foi lançada em 20 de dezembro de 2007 no Japão.

## Jogabilidade
A jogabilidade de Lost in Blue utiliza a maioria da capacidade de hardware do Nintendo DS. Na sequência do fogo, o jogador deve alternar apertando os botões L e R na ordem para fazer atrito o bastante na madeira, e assoprar o microfone do DS para criar fogo. A tela de touchscreen é utilizada para navegar pelos menus, e as ilhas podem ser exploradas e interagidas utilizando tanto a tela touch screen como os botões.

## História
Keith é um jovem que sobreviveu a um naufrágio, encalhado numa ilha, ele deve aprender nos primeiros dias o básico de sobrevivência em um ambiente hostil. O garoto Keith não é o único na ilha, Skye, uma garota que também sobreviveu de um naufrágio, reside inconscientemente sobre a praia.
Os dois personagens devem ajudar um ao outro e aprender a sobreviver através de construções rudimentares, armas, caça, pesca, e ainda resolver o mistério que mantém a ilha.